# Otjiwarongo

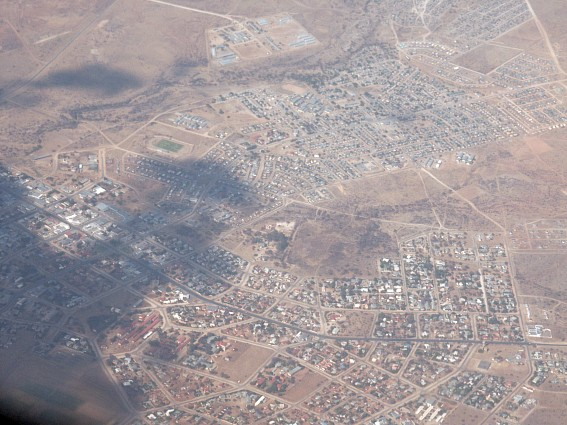
Flygfoto över Otjiwarongo.

Otjiwarongo (stavas även Otiwarongo) är en stad i Namibia och administrativ huvudort för regionen Otjozondjupa. Folkmängden uppgick till 28 000 invånare vid folkräkningen 2011, på en yta av 139,9 km². Staden ligger i korsningen mellan järnvägen TransNamib (Transnamibiska järnvägen) och riksväg B1. 
I närheten av Otjiwarongo ligger Waterberg nationalpark. I stadens östra utkanter ligger Krokodilranchen som är en av få CITES-registrerade platser som föder upp nilkrokodiler i fångenskap. Ranchen exporterar krokodilskinnen men säljer köttet lokalt. 
Det sägs att omkring 20 procent av världens geparder finns i närheten av Otjiwarongo. Öster om staden ligger Cheetah Conservation Fund (CCF) som forskar om geparderna och deras ekosystem med syftet att bevara dessa djur.